# 高山市
高山市（日语：／ Takayama shi */?）是日本岐阜縣北部（飛驒地方）的一個市。現在的高山市，是2005年2月1日時舊高山市合并了周邊的9個町村而成的。合并之后，該市成為日本面積最大的市町村（2179.6705平方公里），甚至超過香川縣和大阪府，相當于整個東京都的面積。該市有「飛驒的小京都」之稱。

## 交通

### 鐵道
JR東海 :
高山本線（東海道本線岐阜站- 北陸新幹線、愛之風富山鐵道線富山站）。
每天有特急列車來往大阪、京都、富山、名古屋，其中高山市-名古屋班次較密
- 中心站：高山站
- 東海旅客鐵道（JR東海）
  - 高山本線：渚站 - 久久野站 - 飛驒一之宮站 - 高山站 - 上枝站 - 飛驒國府站

### 索道
- 新穗高Ropeway
  - 第1Ropeway：新穗高溫泉站 - 鍋平高原站
  - 第2Ropeway：しらかば平站 - 西穗高口站

### 巴士
濃飛巴士（濃飛乘合自動車株式會社）集團：每天有多班巴士由高山市前往已列入聯合國世界文化遺產指定地區--白川鄉，另外還有前往新穗高、白神山地及松本等的季節性高原觀光巴士路線

### 道路
高速道路及自動車専用道路
- 東海北陸自動車道：莊川IC - 飛驒清見IC
- 中部縱貫自動車道：飛驒清見IC - 高山西IC- 高山IC
- 高山下呂連絡道路（計劃）
- 富山高山連絡道路（計劃）

收費道路
- 飛驒美濃道路

一般國道
- 國道41號
- 國道156號
- 國道158號
- 國道257號
- 國道361號
- 國道471號
- 國道472號

主要地方道
| - 乘鞍公園線 - 奈川野麦高根線 - 高山清見線 | - 高山停車場線 - 國府見座線 - 久久野朝日線 | - 高山上寶線 - 古川清見線 - 宮萩原線 |

一般縣道
| - 御岳山朝日線 - 惣則高鷲線 - 宮清見線 - 段久久野線 - 名張上切線 - 町方高山線 - 白井北方線 | - 石浦陣屋下切線 - 岩井高山停車場線 - 朝日高根線 - 谷高山線 - 鼠餅古川線 - 槍岳公園線 - 古川國府線 | - 長倉神岡線 - 清見河合線 - 古川宇津江四十八瀧線 - 新田飛驒國府停車場線 - 平湯久手線 |

### 航空
- 飛驒機場（農道離着陸場）

## 地理
- 山：槍ヶ岳、穗高岳、焼岳、乗鞍岳、黑部五郎岳、双六岳、樅沢岳、笠ヶ岳、御嶽山（継子岳）、白山、位山、川上岳
- 河川：宮川、川上川、大八賀川、小八賀川、庄川、飛驒川

### 相鄰的自治體
- 岐阜縣：飛驒市、郡上市、下呂市、大野郡白川村
- 長野縣：大町市、松本市、木曾郡木曾町
- 富山縣：富山市
- 石川縣：白山市
- 福井縣：大野市

## 行政

### 市長
- 市長（11代）：田中明（（2022年（令和4年））9月就任1期）

歴代市長
- 10代：國島芳明（2010年～2022年）
- 9代：土野守（1994年～2010年）
- 8代：日下部尚（1991年～1994年）
- 7代：平田吉郎（1975年～1991年）
- 6代：元仲辰郎（1967年～1975年）
- 5代：岩本晋一郎（1959年～1967年）
- 4代：日下部禮一（1947年～1959年）
- 3代：土川修三（1945年～1946年）
- 2代：森彦兵衛（1938年～1945年）
- 1代：直井佐兵衛（1936年～1938年）

## 友好城市

### 日本國內
- 長野縣松本市：1971年11月1日
- 神奈川縣平塚市：1982年10月22日
- 福井縣武生市：1982年10月22日
- 山形縣上山市：1988年10月13日

### 海外
- 美国科羅拉多州丹佛市：1960年6月27日
- 中华人民共和国雲南省麗江市：2002年3月21日
- 羅馬尼亞锡比乌：2009年10月9日
- 中华人民共和国雲南省昆明市：2012年4月23日

## 觀光

### 名勝
- 傳統之町並行散策、見學。（重要傳統的建造物群保存地區選定）（高山）
  - 高山市三町傳統的建造物群保存地區（神明町4丁目、上三之町、上二之町、上一之町、片原町）是旅客到高山市一定到的景點
  - 下二之町大新町　日下部家、吉島家等（共同重要文化財）
- 中橋（高山）
- 平湯大瀧（上寶）
- 莊川櫻（莊川）
- 國指定天然記念物「臥龍櫻」（宮）
- 縣立自然公園 宇津江四十八瀧（國府）

### 古跡
- 高山陣屋（高山）

### 寺社・佛閣
- 飛驒國分寺（高山）
- 照蓮寺（高山別院・城山公園）（高山）
- 日枝神社（高山）
- 櫻山八幡宮（高山）
- 飛驒總社（高山）
- 飛驒天滿宮（高山）
- 國府大佛（國府）
- 荒城神社（國府）
- 阿多由太神社（國府）
- 千光寺（丹生川）
- 平湯藥師堂佛殿（上寶）

### 温泉
- 奥飛驒温泉鄉（上寶）
  - 平湯温泉
  - 福地温泉
  - 新平湯温泉
  - 栃尾温泉
  - 新穗高温泉

## 高山市相關作品
- 《古籍研究社系列》（〈古典部〉シリーズ），2001年起連載的小說，並於2011年改編為電視動畫《冰菓》，其主要舞台神山市即以高山市為原型。作者米澤穗信曾於該市就讀高中。
- 《你的名字》（君の名は。），2016年上映動畫電影，電影內虛構的糸守町以飛驒市和高山市週邊為原型。
- 《架向星空之橋》（星空へ架かる橋），2010年發行成人向美少女電子遊戲，並於2011年改編為電視動畫，以高山市為主要舞台。
- 《最美麗的第七天》2008年無綫電視劇，曾在高山市和白川鄉取景。

## 外部連結
- 高山市 （页面存档备份，存于）
- 飛騨高山 （页面存档备份，存于）
- 平湯温泉 （页面存档备份，存于）